# Parque de las Artes de Wildwood

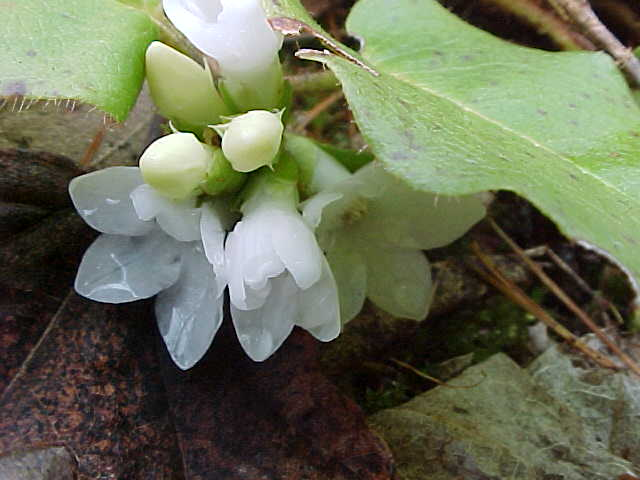
Epigaea repens, arbusto del sotobosque de Arkansas.

El Parque de las Artes de Wildwood ( en inglés : Wildwood Park for the Arts) es un arboreto y jardín botánico en desarrollo con un centro de las artes, de unos 104 acres (42 hectáreas) de extensión que se encuentra en Little Rock, EE. UU.

## Localización
El jardín botánico se ubica al oeste de Little Rock, en el "Chenal Valley".
Wildwood Park for the Arts 20919 Denny Road — Little Rock, Arkansas-Estados Unidos.34°44′10″N 92°19′19.52″O / 34.73611, -92.3220889

## Historia
La misión propuesta con en esta institución es la de desafiar el intelecto, dedicar la imaginación y celebrar el espíritu humano con encuentros con la naturaleza y un espectro completo de las artes culturales: representaciones visuales, realizaciones, literarias, hortícolas, culinarias y más.

## Colecciones
En el jardín botánico se incluyen las siguientes secciones : 
- Richard C. Butler Arboretum, el arboreto diseñado por P. Allen Smith abarca unos 10 acres del jardín con un bosque natural de la zona con un sotobosque acompañante de azaleas nativas  y plantas estacionales como los "lirios de Louisiana". Numerosos senderos lo atraviesan comunicando las puertas de entrada y el "crescent pavilion" en el centro de la colina.
- The Pavilion Daffodil Garden, este jardín de 1 acre de terreno arbolado alrededor del pabellón abierto al norte del "Lucy Lockett Cabe Festival Theatre". Diseñado por Richard Butler entre 1992 y 1993, contiene una colección de narcisos que se exhiben como unas plantaciones silvestres. Se puede observar su floración entre marzo y abril junto a las floraciones de los árboles nativos que los acompañan.
- Gertrude Remmel Butler Gazebo and Gardens (un proyecto del "Chenal Valley Garden Club"),
- Ruth Allen Dogwood Trail (Senda de los Cornejos Ruth Allen),
- The Warren and Nancy Boop Water garden, situado enfrente del teatro se ha creado un jardín acuático en el lecho rocoso de un arroyo, se exhibe flora autóctona y planos de agua.
- Carl Hunter Wildflower Glen,
- Bruce Theatre Gardens,
- Doris Carre Gay Asian Garden (un proyecto del "Master Gardener Programs" del Pulaski County),
- Campbell Davies Reflection Garden
- Swan lake (Lago del Cisne) de 8 acres (32,000 m²).
- Por todo el jardín hay caminos pavimentados que enlazan todas las áreas del parque.

A esto hay que añadir el "Lucy Lockett Cabe Theatre" con 625 asientos, el parque también incluye un complejo de estudios de teatro, facilidades de producción, y las oficinas administrativas del parque.